# بلچش
شهر بلچش (به رومانیایی: Bălceşti) در شهرستان ولچه در کشور رومانی واقع شده‌است. جمعیت این شهر ۵٬۷۸۰ نفر  است.